# Corte costituzionale (Austria)
La Corte costituzionale (in tedesco: Verfassungsgerichtshof o VfGH) in Austria è il tribunale responsabile della revisione della costituzionalità degli statuti, della legalità delle ordinanze e di altre leggi secondarie e della costituzionalità delle decisioni di alcuni altri tribunali. La Corte costituzionale decide anche sulla delimitazione tra tribunali, tribunali e amministrazione e tra il governo nazionale e i governi regionali. Accoglie le denunce elettorali, ritiene che i funzionari eletti e i nominati politici siano responsabili della loro condotta in carica e giudica le richieste di risarcimento nei confronti dell'Austria e della sua burocrazia.
La Corte costituzionale è composta da quattordici membri e sei membri supplenti, nominati dal Presidente al momento della nomina del Gabinetto, del Consiglio nazionale e del Consiglio federale. Anche se teoricamente si suppone, la Corte si riunisce raramente in seduta plenaria e raramente ascolta argomenti orali; la maggior parte dei casi oggi sono valutati a porte chiuse da pannelli di nove o cinque membri. Le opinioni tendono ad essere concise e accademiche.
La Corte costituzionale è molto potente ma storicamente ha mostrato una notevole moderazione giudiziaria.
Christoph Grabenwarter ne è attualmente presidente.

## Storia
Il precursore della Corte costituzionale fu il Reichsgericht (Corte suprema) che è esistita tra il 1867 e il 1919. La giurisdizione di quella Corte comprendeva, tra l'altro, domande sulle competenze delle autorità, rivendicazioni di proprietà contro le autorità pubbliche e tra enti pubblici, nonché denunce dei cittadini sulla violazione dei loro diritti politici da parte delle autorità pubbliche. Queste potestà furono trasferite  in larga parte alla Corte costituzionale nel 1919.

## Funzionamento
I poteri della Corte costituzionale sono regolati dalla Legge costituzionale federale (B-VG) del 1920.
È considerata la più antica corte costituzionale del mondo. Si trova a Vienna, la capitale del paese. A differenza della Corte costituzionale federale tedesca, si riunisce in una sessione plenaria di 14 membri. La presenza del presidente (o vicepresidente) e di almeno otto membri votanti è essenziale per il quorum.